# 余坤
余坤（15世紀—16世紀），字月田，湖廣岳州府巴陵縣人，明朝政治人物。

## 生平
余坤是正德十四年（1519年）己卯科湖廣鄉試舉人，嘉靖二年（1523年）授淳安教諭，八年（1529年）調蕪湖教諭，以才能啟迪士子，每天講明經學朝夕不怠，師生如父子一樣，又會拿出財產資助貧窮而有才華的學生，陞廣州同知，入朝為國子監學正，十六年（1537年）任江西道監察御史，奉命招撫四川流民數萬人，不久致仕回鄉。他為人正直清廉，以孝順聞名，居家時教育士子糾正風俗，著有《月田漫稿》流傳，逝世後入祀鄉賢祠。

## 引用
1. 1 2  嘉慶《巴陵縣志·卷十九·人物》：余坤，字月田，正德己卯舉人，由蕪湖教諭累官至江西道監察御史，隨駕巡邊，奉差四川招撫流民數萬，為人正直清廉，尤以孝著，所著有《月田漫稿》，見省志。舊入鄉賢祠。
2. ↑  光緒《淳安縣志·卷六·秩官表》：明教諭……嘉靖二年 余坤 巴陵人
3. ↑  民國《蕪湖縣志·卷四十四·名宦志》：余坤，湖廣巴陵人，嘉靖八年由舉人任教諭，文詩燦發，時無與儔，尤加意講明經學，朝夕亹亹不怠，師生相與若父子然，其才而貧者往往分貲贍之。
4. ↑  乾隆《（安徽）太平府志·卷二十三·名宦志》：余坤，湖廣巴陵人，嘉靖初以舉人任蕪湖教諭，材能滲思並茂，講明經學朝夕不怠，師生相與若父子，然甄別高下不爽毫髮，憐才卹貧有所注意，輒分貲贍之，祀名宦。
5. ↑  光緒《廣州府志·卷十八·職官表二》：嘉靖朝……余坤 湖廣巴陵人，舉人……以上同知
6. ↑  《明世宗肅皇帝實錄·卷二百七》：（嘉靖十六年十二月）己巳選授……國子監學正余坤……俱試監察御史……坤江西道……
7. ↑  乾隆《岳州府志·卷二十二·人物志》：余坤，字月田，巴陵人，正德己卯舉人，由蕪湖教諭累官至江西道監察御史，隨駕巡邊，奉差四川招撫流民數萬，尋致仕歸，坤為人正直清廉，尤以孝著，閒居設家鄉二教以正風俗，所若有《月田漫稿》，入通志，舊祀鄉賢。
8. ↑  光緒《湖南通志·卷一百七十·人物十一 明六》：余坤，字月田，巴陵人，正德己卯鄉舉，由蕪湖教諭累官江西道監察御史，出按四川招撫流民數萬，尋致仕，坤為人清介，尤以孝著。 舊志